# 張文光 (1954年)

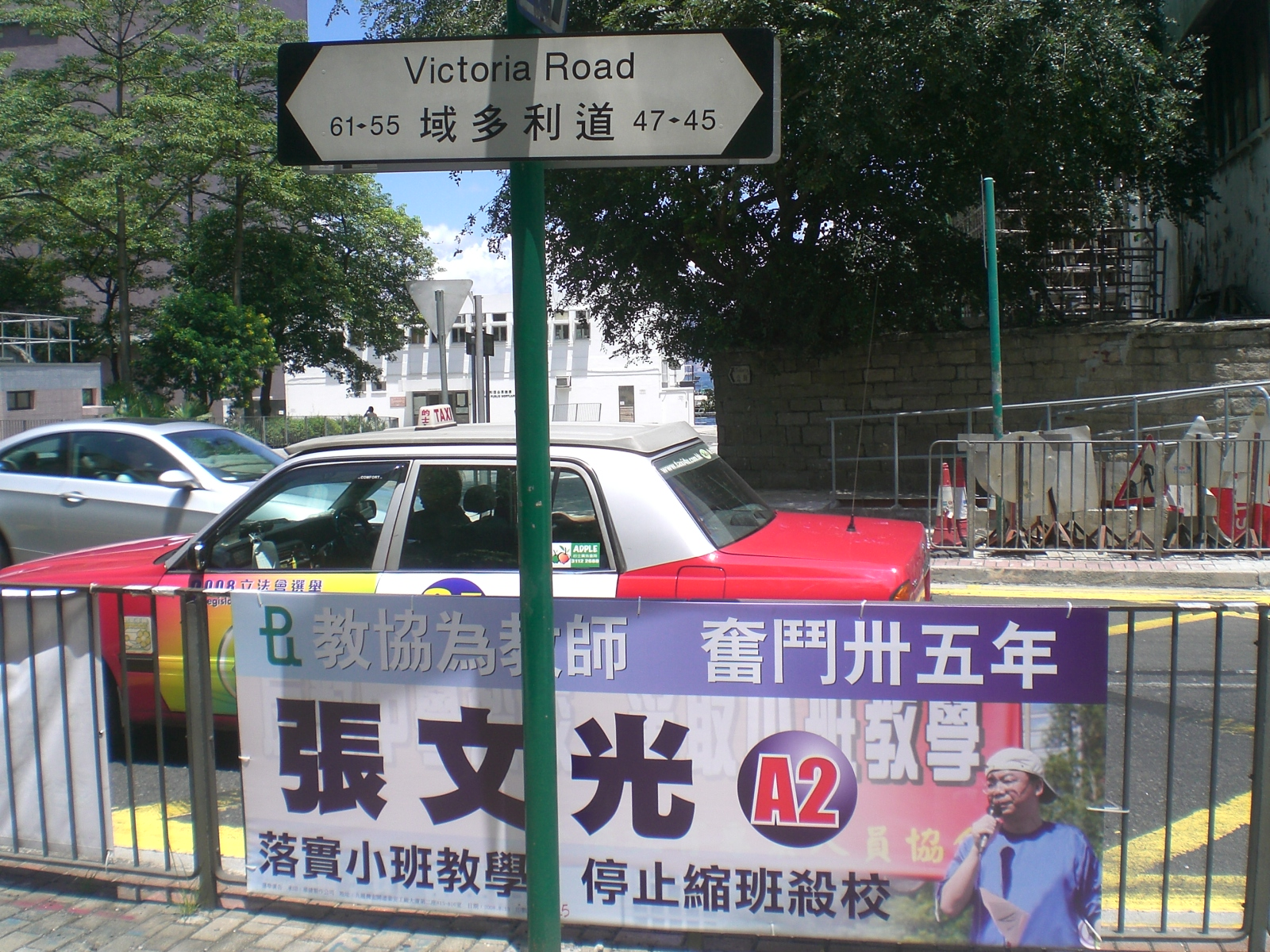
2008年香港立法會選舉期間，張文光的宣傳橫額

張文光（1954年9月15日—），暱稱「張文」，前香港立法會議員（教育界）（1991-2012）、民主黨成員、前香港市民支援愛國民主運動聯合會（支聯會）成員、前香港教育專業人員協會（教協）監事會副主席。

## 簡歷
張文光生於香港，籍貫廣東台山，早年居住在深水埗區，1966年在深水埗大坑東的路德會協同中學小學部畢業，同年升讀該校中一年級。及後在該校中學部就讀中二的暑假期間，他與其兄長和同學聚賭而令兄長被逐出校門，自己則僥倖留下。未幾被開除學籍。其後先入讀基督教香港信義會信義中學中三至中五年級（1972年中五），再於培聖中學就讀至預科畢業。1978年畢業於香港中文大學新亞書院社會科學系，主修經濟學，副修中文。
自1991年起，除在1997年至1998年因中華人民共和國政府另組臨時立法會而被迫「落車」外，張文光一直都是循教育界功能組別，擔任立法會（局）議員。
2012年香港立法會選舉，他轉戰地區直選，參與九龍西選區地區直選，排於名單第二，民主黨及教協另一成員黃碧雲之後。在這次選舉中，他未能當選，結束21年的議會生涯。
2017年，張文光獲中央政府發出回鄉證，是他29年來首次獲發該證，6月以個人身份到訪內地和亡父家鄉廣東台山。於內地期間未覺被人跟蹤。
自2014年起，張文光退任教協理事，轉任教協監事，並任副主席（主席為潘天賜）。2016年教協換屆選舉，組成19人名單「張文光薪火相傳團隊」，爭取連任，選舉對手為進步教師同盟的19人名單，最終高票連任教協監事，大勝韓連山團隊。

## 榮譽
2009年5月18日，張文光獲香港中文大學頒授榮譽院士，以表彰他對大學及社會的卓越貢獻。
2018年3月，張文光獲香港教育大學頒授榮譽院士。

## 外部連結
- 張文光:想象與真實之間-作為一個基督徒同性戀者之可能性 （页面存档备份，存于）

| 前任： 司徒華 | 教協會長 1990年—2010年 | 繼任： 馮偉華 |